# Wario: Master of Disguise
Wario: Master of Disguise, noto in giappone come Kaitō Wario the Seven (怪盗ワリオ・ザ・セブン?, Kaitō Wario za Sebun), è un videogioco a piattaforme per Nintendo DS, pubblicato da Nintendo e sviluppato da Suzak. Il gioco appartiene alla serie Wario, parte del più ampio franchise di Mario. È stato pubblicato il 18 gennaio 2007 in Giappone, il 5 marzo 2007 in Nord America e il 1º giugno in Europa, Wario: Master of Disguise è il successore di Wario Land 4.

## Trama
Wario segue uno show televisivo, quando a un certo punto vede il Conte Cannoli, un famoso e abile ladro che si fa chiamare Zefiro Argentato, e diventa invidioso delle sue abilità. Perciò dopo aver avuto un'idea, crea un elmetto speciale con il quale riesce ad entrare nella televisione. L'invenzione di Wario funziona, ed atterra proprio sul Conte, che perde la sua bacchetta magica chiamata Graziano. Grazie a questa bacchetta, Wario è in grado di trasformarsi ed acquisire abilità differenti. Wario diventa quindi un ladro, e viene poi a conoscenza di una pietra preziosa, la Pietra del Desio, e decide di impossessarsene. Lungo la sua strada, incontra il ladro rivale del Conte Cannoli, Carpaccio, anch'esso alla ricerca della Pietra del Desio. Sfortunatamente, dopo aver ottenuto la pietra, Wario libera involontariamente un demone chiamato Terrormisu, in grado di divorare l'anima di qualsiasi cosa. Wario con l'aiuto di Graziano riesce ad intrappolare Terrormisu in una dimensione parallela. Nonostante tutto, il povero Wario perde tutti i tesori che aveva guadagnato, a causa delle scarse potenzialità del suo elmetto speciale. Wario torna infine nel suo mondo deriso da Cannoli, giurando di tornare prima o poi.

## Modalità di gioco
In questo gioco Wario può trasformarsi e utilizzare sette travestimenti diversi, ognuno con la sua specifica abilità che influisce sul gameplay. Lo scopo dell'antieroe è quello di ottenere la misteriosa Pietra del Desio, aiutato da una bacchetta incantata di nome Graziano, rubata al Conte Cannoli. Il gioco è suddiviso in episodi diversi. Per trasformarsi, il giocatore deve disegnare un simbolo specifico nel touch screen.

## Accoglienza
| Testata                    | Giudizio |
| -------------------------- | -------- |
| GameRankings (media al)    | 62,41%   |
| Metacritic (media al)      | 60/100   |
| 1UP.com                    | 4/10     |
| Eurogamer                  | 4/10     |
| Game Informer              | 7,25/10  |
| GameSpot                   | 6,1/10   |
| GameTrailers               | 6/10     |
| IGN                        | 6/10     |
| Nintendo Life              | 3/10     |
| Nintendo World Report      | 5/10     |
| Official Nintendo Magazine | 68%      |

Il gioco ha ricevuto un'accoglienza tiepida. Alcune recensioni, come quella di Gamespot, lo definiscono un gioco passabile, ma spoglio e poco originale, aggiungendo anche che si sarebbe potuto fare a meno delle funzioni del touch screen. Il sito americano IGN ha evidenziato però il fatto che il gioco risulta "stranamente scomodo", e che il gameplay risulta come quello di un gioco di terze parti.